# Gerhard Lucht
Gerhard Lucht, né le 10 juin 1913 à Berlin et mort le 8 septembre 1979 à Altlandsberg (Brandebourg), est un homme politique allemand membre du Parti socialiste unifié d'Allemagne (SED). Il est ministre du Commerce et du Revenu de la République démocratique allemande de 1963 à 1965.

## Biographie
Lucht est le fils d'un ouvrier. Il fréquente une Volksschule puis une Mittelschule à Berlin, puis suit une formation commerciale dès 1928. Il est comptable chez Elektrowerke (de) à Berlin jusqu'en 1938. En 1931, il adhère au Parti social-démocrate d'Allemagne (SPD). De 1938 à 1941, il est employé commercial chez Bergbau AG (de) à Brüx. Il est engagé dans la Seconde Guerre mondiale de 1941 à 1945, mais il est fait prisonnier de guerre par les Américains.
Après la fin de la guerre, il rejoint le Parti communiste d'Allemagne (KPD) en 1945 puis le Parti socialiste unifié d'Allemagne (SED) en 1946 après la fusion des deux partis. En 1946, il dirige le bureau d'études pour la préparation à la refondation des coopératives de consommation en Saxe-Anhalt. La même année, il devient président de la Fédération régionale des coopératives de consommation de Saxe-Anhalt, puis le suppléant de ce poste en 1949. En 1954, il est élu président de la Fédération des coopératives de consommation d'Allemagne, fonction qu'il conserve jusqu'en 1963.
De 1950 à 1963, Lucht est député à la Chambre du peuple. Il est aussi membre du comité du Budget et des Finances de celle-ci jusqu'en 1954, de son comité de vérification du scrutin jusqu'en 1958 et de son comité constitutionnel jusqu'en 1963. En octobre 1963, il est nommé ministre du Commerce et du Revenu. Enfin, il devient conseiller (de) de l'arrondissement de Strasberg (de) en octobre 1965.
Lucht se voit décerner la Bannière du Travail en 1958, ainsi que la médaille du Mérite et l'ordre du Mérite patriotique de bronze en 1959.

## Publications
Lucht a publié trois ouvrages :
- (de) Vorwärts im Kampf für Frieden und Wiedervereinigung, Berlin, 1953
- (de) Die Arbeit mit den Menschen – Grundlage für die Verwirklichung der Generallinie der 7. Genossenschaftsratstagung, Berlin, 1957
- (de) Die nächsten Aufgaben der Konsumgenossenschaften im zweiten Fünfjahrplan, Berlin, 1958